# David Tremlett
 David Tremlett (* 13. Februar 1945 in St Austell Cornwall, Großbritannien; lebt in Bovingdon, Hertfordshire, Großbritannien) ist ein britischer zeitgenössischer Bildhauer, Installationskünstler, Fotograf und Konzeptkünstler, bekannt für seine Wandzeichnungen und Rauminstallationen.

## Leben und Werk
David Tremlett besuchte das Falmouth College of Art von 1962 bis 1963, vor dem Studium der Bildhauerei an der Birmingham School of Art von 1963 bis 1966 und danach am Royal College of Art in London. In den frühen 1970er Jahren bereiste er Nordamerika und Australien und von 1978 bis 1987 den Nahen Osten und Afrika.
In den 1970er Jahren wurde Tremlett als Künstler populär, zusammen mit Künstlern wie Richard Long und Gilbert and George. Tremlett begann mit seinen Wandzeichnungen im Jahr 1969. Seit den 1980er Jahren arbeitete er vor allem mit Pastell-Kreiden. Manchmal ist seine Kunst nur temporär angelegt, bis sie übermalt wird oder verwittert, häufig sind es permanente Wandzeichnungen im Sinne einer Raumgestaltung. Seine Formensprache hat er auf seinen zahlreichen Reisen entwickelt. Er benutzt oft geometrische Formen oder Zeichen, die er anderen Kulturen entlehnt.
Auf den Reisen, vor allem nach Afrika und Asien, entwickelt Tremlett auch Künstlerbücher. Bei der Produktion seiner Bücher arbeitet David Tremlett häufig mit lokalen Druckereien zusammen, so dass auch hinsichtlich Material und Drucktechnik einzigartige Künstlerpublikationen entstehen.
Im Jahr 1972 war er mit einer Installation Teilnehmer der Documenta 5 in Kassel in der Abteilung Individuelle Mythologien: Selbstdarstellung – Performances – Activities – Changes.
Im Jahr 1992 war er auf der Auswahlliste für den Turner Prize für seine zahlreichen Wandzeichnungen, die er auf der ganzen Welt geschaffen hatte. Auch in der Kestner-Gesellschaft in Hannover hat er gearbeitet. Seit Ende der 1970er Jahre arbeitet er an Wandzeichnungen für prominente Gebäude, zum Beispiel für die Britische Botschaft in Berlin (seine bisher größte von 16 × 46 Metern), für das British Council-Gebäude in Nairobi und für die Capella delle Brunate in La Morra bei Barolo, zusammen mit seinem Freund Sol Lewitt.
Im Jahr 2006 gestaltete er Glasfenster für die Kirche St. Peter und Paul in Villenauxe-la-Grande in Frankreich.
Tremletts Arbeiten wurden international in vielen privaten und öffentlichen Galerien und Museen gezeigt, dazu gehören unter anderem das Centre Georges Pompidou in Paris, das Stedelijk Museum in Amsterdam, die Hamburger Kunsthalle, das Musee des Beaux Arts in Grenoble, das Pecci Museum in Prato, Italien, und das Museum of Modern Art in New York City.
Im September 2011 wurde in der Tate Britain in London das zentrale Treppenhaus von David Tremlett ausgestaltet. Die Wandzeichnung "Drawing for Free Thinking" wird mindestens bis 2016 permanent in dem bedeutenden Museum zu sehen sein.
Im Herbst 2016 stellte David Tremlett eine umfangreiche Wandzeichnung an den Innen- und Außenwänden der Kapelle in Coazzolo bei Alba im Piemont fertig.

## Ausstellungskataloge
- documenta 5. Befragung der Realität – Bildwelten heute; Katalog (als Aktenordner) Band 1: (Material); Band 2: (Exponatliste); Kassel 1972
- David Tremlett: Ausstellungskatalog, London, Serpentine Gallery, 1989
- David Tremlett: Working Inside Outside, Ausstellungskatalog: L. van den Abeele, Val de Vesle, Cent. Création Contemp., 1989
- David Tremlett: Selected Walls, St Priest, Centro A. Contemp., 1990
- David Tremlett: Written Form, M. Huys and D. von Dratelin, Brüssel, Musées Royaux, 1990
- David Tremlett: A Quiet Madness, C. Ahrens and D. von Dratelin, Hannover, Kestner-Gesellschaft, 1992
- David Tremlett: Ausstellungskatalog, M. Meneguzzo and A. Commellato, Mailand, Padiglione A. Contemp., 1993
- Wiedervorlage d5 – Eine Befragung des Archivs zur documenta 1972; documenta Archiv (Hrsg. Kassel/Ostfildern) 2001, ISBN 3-7757-1121-X
- David Tremlett: Between You and Me, Visconti Fine Art, Ljubljana, Slovenia, 2007
- David Tremlett: Drawing Rooms, Hamburger Kunsthalle, Hamburg, 2010